# Valeriy Porkuyan
Valeriy Semenovych Porkuyan (en ukrainien : Валерій Семенович Поркуян) est un footballeur soviétique, né le 4 octobre 1944 à Kirovohrad, en Ukraine actuelle. Il est aussi entraîneur.

## Biographie
En tant qu’attaquant, il fut international soviétique à 8 reprises (1966-1970) pour 4 buts.
Il participe à la Coupe du monde de football de 1966. Il ne joue pas contre la Corée du Nord, ni contre l’Italie, il est titulaire contre le Chili et inscrit deux buts à la 28e minute et à la 85e minute. Il inscrit un but en quarts contre la Hongrie, à la 46e minute. En demi, contre la RFA, il inscrit un but à la 88e minute, mais ne peut éviter la défaite (1-2). Il ne joue pas contre le Portugal lors du match pour la troisième place. Il inscrit quatre buts dans ce tournoi. L’URSS finit quatrième du tournoi.
Il participe à la Coupe du monde de football de 1970. Il ne joue aucun match dans ce tournoi, et l’URSS est éliminée en quarts par l’Uruguay.
En tant que joueur, il joua dans quatre clubs différents, dans la région de l’Ukraine (FC Zirka Kirovohrad, Tchernomorets Odessa, Dynamo Kiev et Dniepr Dniepropetrovsk). Il remporta avec le Dynamo Kiev 3 championnats d’URSS (1966, 1967, 1968), ainsi qu’une coupe d’URSS de football en 1966.
Il entame une carrière d’entraîneur depuis 1976. Il entraîna des clubs ukrainiens. En tant qu’entraîneur, il fut deux fois vice-champion en 1995 et en 1996 avec le Tchernomorets Odessa. Il est actuellement entraîneur adjoint au Tchernomorets Odessa.

## Statistiques
| Saison                | Club                   | Championnat           | Championnat | Championnat | Coupe(s) nationale(s) | Coupe(s) nationale(s) | Total | Total |
| Saison                | Club                   | Division              | M.          | B.          | M.                    | B.                    | M.    | B.    |
| 1962                  | Dinamo Kirovograd      | D2                    | 20          | 1           | -                     | -                     | 20    | 1     |
| 1963                  | Zvezda Kirovograd      | D3                    | 33          | 11          | -                     | -                     | 33    | 11    |
| 1964                  | Zvezda Kirovograd      | D3                    | 28          | 7           | 2                     | 0                     | 30    | 7     |
| Sous-total            | Sous-total             | Sous-total            | 81          | 19          | 2                     | 0                     | 83    | 19    |
| 1965                  | Tchernomorets Odessa   | D1                    | 21          | 4           | 1                     | 0                     | 22    | 4     |
| Sous-total            | Sous-total             | Sous-total            | 21          | 4           | 1                     | 0                     | 22    | 4     |
| 1966                  | Dynamo Kiev            | D1                    | 20          | 7           | 3                     | 1                     | 23    | 8     |
| 1967                  | Dynamo Kiev            | D1                    | 15          | 3           | -                     | -                     | 15    | 3     |
| 1968                  | Dynamo Kiev            | D1                    | 20          | 2           | 1                     | 0                     | 21    | 2     |
| 1969                  | Dynamo Kiev            | D1                    | 3           | 0           | 1                     | 0                     | 4     | 0     |
| Sous-total            | Sous-total             | Sous-total            | 58          | 12          | 5                     | 1                     | 63    | 13    |
| 1970                  | Tchernomorets Odessa   | D1                    | 26          | 10          | 1                     | 0                     | 27    | 10    |
| 1971                  | Tchernomorets Odessa   | D2                    | 38          | 8           | 2                     | 0                     | 40    | 8     |
| Sous-total            | Sous-total             | Sous-total            | 64          | 18          | 3                     | 0                     | 67    | 18    |
| 1972                  | Dniepr Dniepropetrovsk | D1                    | 26          | 3           | 4                     | 0                     | 30    | 3     |
| 1973                  | Dniepr Dniepropetrovsk | D1                    | 28          | 8           | 7                     | 2                     | 35    | 10    |
| 1974                  | Dniepr Dniepropetrovsk | D1                    | 26          | 6           | 5                     | 1                     | 31    | 7     |
| 1975                  | Dniepr Dniepropetrovsk | D1                    | 23          | 1           | 1                     | 0                     | 24    | 1     |
| Sous-total            | Sous-total             | Sous-total            | 103         | 18          | 17                    | 3                     | 120   | 21    |
| Total sur la carrière | Total sur la carrière  | Total sur la carrière | 327         | 71          | 28                    | 4                     | 355   | 75    |

## Palmarès

### En tant que joueur
- Championnat d'URSS de football

- - Champion en 1966, en 1967 et en 1968
- Coupe d'URSS de football
  - Vainqueur en 1966

### En tant qu’entraîneur
- Championnat d'Ukraine de football
  - Vice-champion en 1995 et en 1996